# Strugari
Strugari là một xã thuộc hạt Bacău, România. Dân số thời điểm năm 2002 là 2663 người.